# A. Louis Scarmolin
Anthony Louis Scarmolin (Schio, 30 juli 1890 – Wyckoff (New Jersey), 13 juli 1969) was een Italiaans-Amerikaanse componist, pianist en klarinettist.

## Levensloop
Anthony Scarmolin vertrok met zijn ouders in 1900 naar de Verenigde Staten en zij vonden in New Jersey arbeid en woning. De eerste lessen voor viool en piano kreeg hij van zijn vader, een amateurmuzikant. Als jonge man studeerde hij aan het Duitse conservatorium van New York, onder andere piano bij Bertha Cahn. Al tijdens deze studie begon hij met het componeren. Hij was autodidact en zijn eerste werken verbijsterden zijn leraren. Hij studeerde af bij het conservatorium in 1907.
Een pianorecital in Carnegie Hall was al vastgelegd, maar het werd kort voor de datum afgezegd. Scarmolin droomde van een loopbaan als pianist en hij heeft aanvankelijk kerkmuziek, licht klassieke liederen, eenvoudige koralen, salonmuziek voor piano en kleine pedagogische werken gecomponeerd. Hij was verrast dat zijn werken door muziekuitgevers aangenomen en gepubliceerd werden. Tegelijkertijd begon hij "serieuze" muziek te schrijven, waaronder ook zijn eerste opera, The Interrupted Serenade, die later ook door de Metropolitan Opera met Beniamino Gigli in de hoofdrol uitgevoerd werd. 
Tijdens de Eerste Wereldoorlog diende hij als klarinettist en pianist in de Band of the 320th United States Field Artillery. In deze tijd schreef hij hiervoor verschillende werken. Na de oorlog werd hij onder andere ook dirigent van verschillende harmonieorkesten en orkesten, onder andere op de Emerson High School in Union City (New Jersey). In 1949 ging hij voortijdig met pensioen, vanwege een coronaire hartziekte. 
In 1926 trouwde hij met de zangeres en zang-lerares Aida Balasso. Het echtpaar kreeg geen kinderen en reisde veel naar Italië.
Vanaf 1935 leek zijn loopbaan als pianist op te bloeien. In deze tijd schreef hij ook een aantal pedagogische werken en stukken voor studenten-ensembles. Alhoewel zijn ziekte hem erg belastte, kon hij verder componeren. 

## Composities

### Werken voor orkest

#### Symfonieën
- 1936 1e symfonie in e klein
  1. Allegro moderato, Adagio, Allegro vivo (in een beweging, zonder pauze)
- 1945-1946 2e symfonie
  1. Allegro moderato
  2. Adagio espressivo
  3. Con moto
- 1952 3e symfonie "Sinfonia Breve"

#### Andere werken
- 1917 Upon Looking at an Old Harpsichord, voor orkest
- 1919-1920 3 Miniatures
  1. Andante
  2. Allegretto
  3. Allegro
- 1921 Whisper of Love
- 1937 Moment Musical
- 1937 Valse Pizzicato
- 1938 Overture on a Street Vendor's Ditty
- 1939 Sinfonietta in A groot, voor strijkorkest, op. 168
- 1939 Visions, symfonisch gedicht
- 1941 Night, symfonisch gedicht
- 1942 Variations on a Folk Song (la Lionesse), voor cello solo en strijkorkest, op. 192
- 1947 Invocation, op. 205
- 1948 Dance from the opera "The Caliph"
- 1951 The Sunlit Pool
- 1953 Arioso, voor strijkorkest
- 1954 White Meadows
- 1962 Concert Piece, voor trompet en strijkers
- 1964 Prelude, voor dwarsfluit en orkest

### Werken voor harmonieorkest
- 1944 Zombies
- 1946 Introduction and Tarantella
- 1947 Marco Polo ouverture
- 1948 Contrasts, symfonisch gedicht
- 1950 Golden Heritage ouverture
- 1953 The Idol of Athens Overture
- 1953 Vagabund Overture
- 1955 Overture Italienne
- 1955 The Ambassodor Overture
- Lithuanian Rhapsody Nr. 1
- Tribal Dance

### Cantates
- Jairus' daughter, cantate voor solisten (sopraan, alt, tenor, bas), gemengd koor en orgel, op. 79
- The Temptation on the Mount, cantate voor solisten (sopraan, bariton), gemengd koor, kinderkoor (SSAA) en piano - tekst:  H. W. Gray

### Toneelwerken

#### Opera's
- 1913 La Serenata Interrotta (The Interrupted Serenade)
- 1921 La Grotta Rossa
- 1934 Battaglie Perdute
- 1948 The Caliph, 1 akte,  libretto: Carleton Stevens Montayne, gebaseerd op een verhaal "An Arabian Day" van Justin Hundley McCarthy

### Werken voor koren
- Thanksgiving - (autumn) - Golden days IV, voor knapensopraan, knapenalt en kinderkoor, op. 98
- Blessed are the hearts, voor vrouwenkoor en piano
- Christmas - (winter) - Golden days I, voor knapensopraan, knapenalt en kinderkoor, op. 98
- Credo, voor gemengd koor
- Gardens, voor vrouwenkoor en piano
- Little stranger - Christmas carol, voor vrouwenkoor (SSA) en piano
- Month of May, voor vrouwenkoor (SSAA) en piano
- My creed, voor gemengd koor
- Nostalgia, voor gemengd koor
- Sunset's symphony, voor gemengd koor en piano
- The Bells, voor kinder- of vrouwenkoor (SSAA) en piano
- The Crow's picnic, voor gemengd koor en piano
- The	Evening star, voor driestemmig gemengd koor (SAB) en piano
- The Old red barn, voor vrouwenkoor en piano
- The Tellico scarf - a Cherokee love song, voor vierstemmig mannenkoor (TTBB) en piano
- Till the dawning of the day, voor gemengd koor en piano
- Twilight's rosary, voor gemengd koor en piano

### Kamermuziek
- 1907 Una Discussione, voor viool en piano
- 1907 Una Lotta col Destino, voor piano en strijktrio
- 1938 In Retrospect  (Con un po di moto), voor klavecimbel en twee violen, altviool en cello
- 1939 Tree Whisperings, voor strijkkwartet
- 1940 Strijkkwartet Nr. 1
- 1955 Strijkkwartet Nr. 2
- 1960 Evocation (Allegro), voor viool en piano
- 3 Swingsters, voor drie altsaxofonen, 1 tenorsaxofoon en piano
- 4 of a Kind, voor klarinetkwartet
- Album Leaf, voor vier hoorns
- Badinage, voor blazerskwintet
- Barcarole and Petite Humoresque, voor 3 klarinetten
- Bolero, voor altsaxofoon en piano
- Fagot-duetten, voor twee fagotten
- Fanfare, voor twee trompetten, hoorn en trombone
- Just We Four, voor vier trompetten
- Ludwig's Duet Time, duetten voor verschillende instrumenten
- Melodie d'amour (Andante molto sostenuto), voor strijkkwartet
- Merrymakers, voor vier klarinetten
- Petite Mazurka de Concert (Moderato), voor viool en piano
- Petite Suite, voor drie klarinetten
- Plaisanterie, voor vier klarinetten
- Polka Arabesque, voor drie trompetten
- Remembrance (Moderato), voor viool en piano
- Polka Giacosa, voor tuba solo
- Pomp and density, voor tuba en piano
- Romance (Andante sostenuto), voor viool en piano
- Romanza and allegro, voor hoorn solo en piano
- Rustic Dance, voor vijf houtblazers
- Strephon - Pastoral Dance (Allegro vivace), voor viool en piano
- Two pieces, voor altviool en piano, op. 195
- Valse caprice (Moderato), voor viool en piano
- Will O' the Wisp, voor vier houtblazers

### Werken voor piano
- Capriccio, op. 32, no. 1
- Shortnin' bread, voor piano vierhandig
- Tarantella brillante
- The Ride of Paul Revere
- Valse gracieuse